# 张果喜
张果喜（1952年—），汉族，中华人民共和国企业家、政治人物、第九届、第十届、第十一届全国政协委员。

## 生平
加入中国共产党，担任全国工商联常委、江西省工商联副主席、江西果喜集团董事长。2008年，当选第十一届全国政协委员，代表中华全国工商业联合会，分入第二十二组。